# Allison Tolman
Allison Cara Tolman (Houston, 1981. november 18. –) amerikai színésznő. 
Legismertebb szerepe Molly Solverson rendőr volt a Fargo című FX-sorozat első évadjában. Alakításáért Primetime Emmy- és Golden Globe-jelöléseket kapott.

## Fiatalkora és tanulmányai
Tolman a texasi Harris megyében született, Valerie (Clohecy) és Davis Nichols Tolman lányaként. Két bátyja és egy húga van. Családja Angliába költözött, amikor néhány hónapos volt, és négyéves koráig ott is maradt. A következő öt évet Oklahomában és Nyugat-Texasban töltötte, mielőtt a texasi Sugar Landbe költözött. 10 éves korában kezdett el színészeti órákra járni a Fort Bend Community Theatre-ben. A Clements High Schoolba járt, ahol 2000-ben végzett.
A Baylor Egyetemen szerzett Bachelor of Fine Arts diplomát színházi előadásból. A főiskola után Dallasba költözött, ahol a Second Thought Theatre egyik alapító tagja volt.

## Magánélete
2009-ben az Illinois állambeli Chicagóba költözött, hogy a Second City Training Centerben tanuljon előadóművészetet.

## Filmográfia

### Film
| Év   | Magyar cím          | Eredeti cím                            | Szerep                      | Magyar hang     |
| ---- | ------------------- | -------------------------------------- | --------------------------- | --------------- |
| 2009 |                     | A Thousand Cocktails Later (rövidfilm) | Mandy                       |                 |
| 2015 |                     | Addicted to Fresno                     | Ruby                        |                 |
| 2015 | Az ajándék          | The Gift                               | Lucy                        | Hámori Eszter   |
| 2015 | Krampusz            | Krampus                                | Linda                       | Mezei Kitty     |
| 2017 |                     | Barracuda                              | Merle                       |                 |
| 2017 | A szerencse háza    | The House                              | Dawn Mayweather             | Kelemen Kata    |
| 2017 | Nyírjuk ki Gunthert | Killing Gunther                        | Mia                         | Nádasi Veronika |
| 2018 | A család            | Family                                 | Cheryl Stone                |                 |
| 2018 | Testvérlövészek     | The Sisters Brothers                   | lány a Mayfield-i szalonban |                 |
| 2020 | A végső műszak      | The Last Shift                         | Mrs. Kelly                  |                 |

### Televízió
| Év        | Magyar cím                     | Eredeti cím                        | Szerep                   | Megjegyzések                                             |
| --------- | ------------------------------ | ---------------------------------- | ------------------------ | -------------------------------------------------------- |
| 2006      | A szökés                       | Prison Break                       | nővér                    | 1 epizód (2. évad)                                       |
| 2008      |                                | Sordid Lives: The Series           | Tink                     | 4 epizód                                                 |
| 2014–2015 | Fargo                          | Fargo                              | Molly Solverson rendőr   | - főszereplő (11 epizód) - magyar hangja: - Makay Andrea |
| 2014      |                                | The Mindy Project                  | Abby Berman              | 2 epizód                                                 |
| 2014      | Hello Ladies: A mozifilm       | Hello Ladies                       | Kate                     | - tévéfilm - magyar hangja: - Makay Andrea               |
| 2015      | Archer                         | Archer                             | Edie Poovey (hangja)     | 1 epizód                                                 |
| 2015      |                                | Comedy Bang! Bang!                 | Ellen                    | 1 epizód                                                 |
| 2015      | Az életkritikus                | Review                             | Marissa                  | 1 epizód                                                 |
| 2016      |                                | Mad Dogs                           | Rochelle                 | 3 epizód                                                 |
| 2016–2018 | Tömény történelem              | Drunk History                      | több szereplő            | 2 epizód                                                 |
| 2017      |                                | Downward Dog                       | Nan                      | főszereplő (8 epizód)                                    |
| 2017      |                                | Mosaic                             | Amy Lambson              | 3 epizód                                                 |
| 2017–2018 |                                | Me, Myself & I                     | Sarah                    | 2 epizód                                                 |
| 2017–2019 |                                | I'm Sorry                          | Jennifer                 | 4 epizód                                                 |
| 2018      | Brooklyn 99 – Nemszázas körzet | Brooklyn Nine-Nine                 | Olivia Crawford százados | 2 epizód                                                 |
| 2018      | Castle Rock                    | Castle Rock                        | Bridget Strand           | 2 epizód                                                 |
| 2018–2019 | Cseles csajok                  | Good Girls                         | Mary Pat                 | visszatérő szereplő (11 epizód)                          |
| 2019      |                                | The Twilight Zone                  | Maura McGowan            | 1 epizód                                                 |
| 2019–2020 | A lány                         | Emergence                          | Jo Evans                 | állandó szereplő (13 epizód)                             |
| 2021      | Miért ölnek a nők?             | Why Women Kill                     | Alma                     | főszereplő                                               |
| 2021      |                                | Live in Front of a Studio Audience | Natalie Green            | 1 epizód                                                 |
| 2022      |                                | Minx                               | Wanda                    | 1 epizód                                                 |
| 2022      | Gaslit – A Watergate-botrány   | Gaslit                             | Winnie McLendon          | visszatérő szereplő                                      |
| 2023      | Amerikai fater                 | American Dad!                      | Jessica (hangja)         | 1 epizód                                                 |
| 2024–     |                                | St. Denis Medical                  | Alex                     | főszereplő                                               |

## Fordítás
- Ez a szócikk részben vagy egészben  az   Allison Tolman című angol Wikipédia-szócikk ezen változatának fordításán alapul.  Az eredeti cikk szerkesztőit annak laptörténete sorolja fel. Ez a jelzés csupán a megfogalmazás eredetét és a szerzői jogokat jelzi, nem szolgál a cikkben szereplő információk forrásmegjelöléseként.